# Luigi Spandre

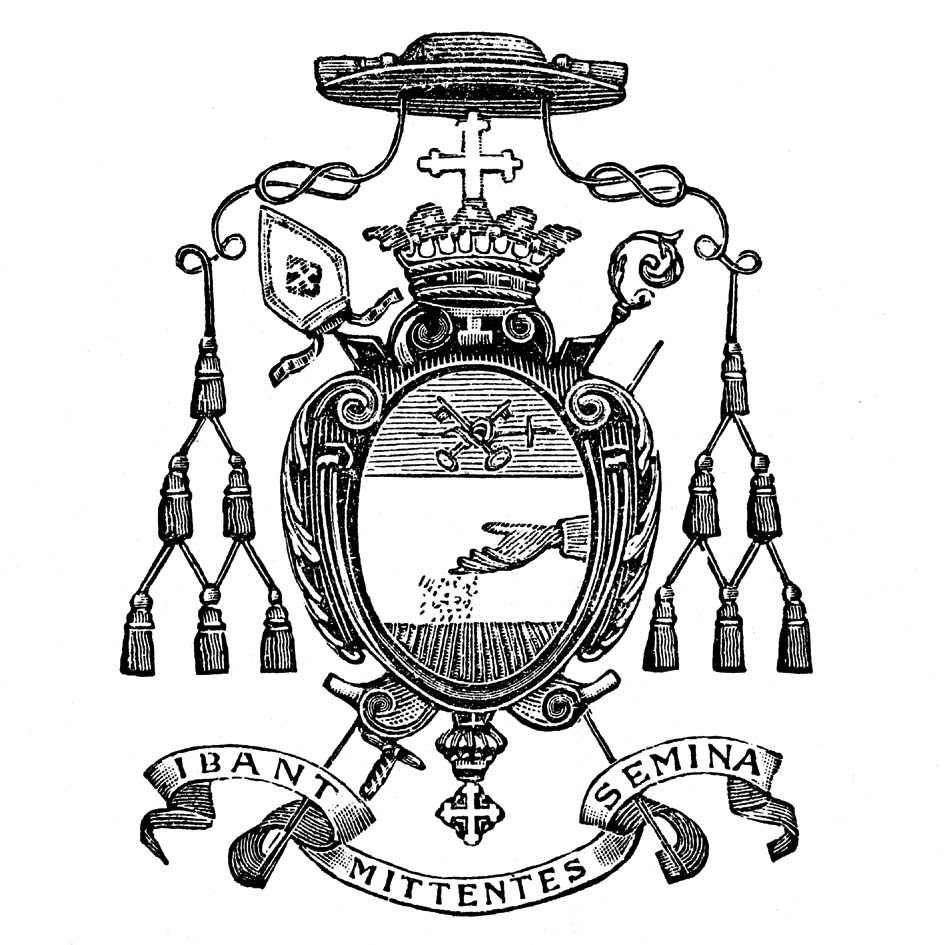
Wappen

Luigi Spandre (* 20. Juni 1853 in Caselle Torinese; † 1. April 1932 in Asti) war ein römisch-katholischer Geistlicher.

## Leben
Luigi Spandre wurde 1853 in Caselle Torinese geboren. Nach Abschluss der städtischen Schule besuchte er das Gymnasium Don Bosco in Turin. Da er eine Berufung zum Priestertum verspürte, verließ er das Salesianerkolleg, um das philosophische Seminar in Chieri zu besuchen. Von Chieri ging er nach Turin, um seine kirchliche Ausbildung abzuschließen, und empfing am 28. Mai 1876 die niederen Weihen. Am 23. September 1876 wurde er zum Subdiakon, am 17. März 1877 zum Diakon und am 26. Mai desselben Jahres zum Priester geweiht.
Im Juli 1877 schloss er sein Theologiestudium ab und wurde als Pfarrvikar nach Casanova di Carmagnola und Lombriasco berufen. Später wurde er Pfarrvikar in der Pfarrei San Gioacchino in Turin. Am 18. Dezember 1881 wurde er zum Pfarrer des Weilers La Longa in Poirino ernannt. Am 22. September 1887 trat er die Nachfolge des Theologen Maurizio Arpino als Prediger der geistlichen Übungen an. Während dieser Zeit organisierte er katholische Zirkel und Vereinigungen, förderte den Katechismus und ein Oratorium für Kinder sowie geistliche Exerzitien für Arbeiter und katholische Frauen.
Am 31. Dezember 1896 gründete er in Zusammenarbeit mit neun anderen Turiner Gemeindepriestern die Wochenzeitschrift Democrazia Cristiana.
Im Jahr 1899 schlug Kardinal Agostino Richelmy, Erzbischof von Turin, Luigi Spandre dem Heiligen Stuhl als Weihbischof vor. Am 15. September 1899 ernannte Papst Leo XIII. ihn zum Weihbischof in Turin und Titularbischof von Tiberias. Die Bischofsweihe fand am 28. Oktober 1899 in der Kirche St. Peter und Paul in Turin durch Kardinal Richelmy statt. Mitkonsekratoren waren Giuseppe Francesco Re, Bischof von Alba, und Giovanni Battista Bertagna, Weihbischof in Turin. Die Weihe von Luigi Spandre fand in einer Zeit statt, in der Turin als die „rote Stadt“ schlechthin galt, doch der neue Bischof organisierte Seminare, Prozessionen und Märsche und zog so eine große Gruppe des katholischen Proletariats heran.

### Bischof von Asti
Am 12. Juni 1909 ernannte Papst Pius X. Luigi Spandre zum Bischof von Asti. Gleichzeitig wurde er Principe della Chiesa di Asti, ein Titel, der mit eine Fürstbischof vergleichbar ist. Daher führte er auch eine Fürstenkrone im Wappen. Bei seiner Ankunft am 24. Oktober 1909 wurde er von den Katholiken von Asti mit Beifall begrüßt, von Seiten der Antiklerikalen jedoch mit scharfen Protesten.
Während seiner Amtszeit als Episkopat folgte Luigi Spandre den programmatischen Linien von Pius XI. mit der Schaffung von Pfarrgemeinderäten und der Gründung der vier Organisationen, die die Grundlage der Katholischen Aktion bilden.
In der ersten faschistischen Phase der 1930er Jahre, als alle politischen Parteien, Vereine und Gewerkschaften aufgelöst wurden, war die Katholische Aktion die einzige Nichtregierungsorganisation, die Widerstand leistete. Dies war auch dem entschiedenen Widerstand des Papstes zu verdanken, der mit dem berühmten Brief „Wir brauchen nicht“ den italienischen Bischöfen direkt den Schutz der katholischen Diözesanorganisationen anvertraute.
Monsignore Spandre war eine der wichtigsten Persönlichkeiten, die den Kontakt zu allen bestehenden katholischen Gruppen pflegten. Dies trug dazu bei, den Schaden zu minimieren, und nach einigen Jahren kehrte sich der Trend in den katholischen Verbänden um, und ihre Mitgliederzahl stieg.
In Asti beispielsweise wuchs die Zahl der Männergewerkschaften im Jahr 1932 von 29 auf 38, die der Frauengewerkschaft behielt 53, die der männlichen Jugend von 30 auf 34 und die der weiblichen Jugend von 25 auf 51.
Er war Kommandant des Orden der Heiligen Mauritius und Lazarus.
Bischof Luigi Spandre, der als einer der Väter der modernen Katholischen Aktion gilt, starb am 1. April 1932 um 12.10 Uhr im Bischofspalast.